# Dvojica papa
Dvojica papa (eng. The Two Popes) je biografski dramski film iz 2019. godine u režiji Fernanda Meirellesa, a napisao ga je Anthony McCarten. Nastao je iz McCartenove predstave Papa iz 2017. godine. Glavni glumci su Anthony Hopkins kao papa Benedikt XVI. i Jonathan Pryce kao kardinal Jorge Mario Bergoglio (kasnije papa Franjo). 
Film je premijerno prikazan na filmskom festivalu u Tellurideu 31. kolovoza 2019. godine. Započeo je ograničenim kazališnim izdanjem u Sjedinjenim Državama 27. studenog 2019. godine i u Velikoj Britaniji 29. studenog 2019. godine, a digitalno strujanje započeo je 20. prosinca 2019. godine, Netflix. Gluma Prycea i Hopkinsa, kao i McCartenov scenarij, dobili su velike pohvale kritičara, a sva trojica dobila su odgovarajuće nominacije za svoj rad na dodjeli Oskara, Zlatnih globusa i filmske nagrade BAFTA. 

## Radnja
U travnju 2005., kardinal Jorge Mario Bergoglio, nadbiskup Buenos Airesa, nakon smrti pape Ivana Pavla II., pozvan je u Vatikan zbog izbora novog pape. Njemački kardinal Joseph Ratzinger izabran je za papu Benedikta XVI; Bergoglio dobiva drugi najveći broj glasova. Sedam godina kasnije Katolička crkva je upletena u skandal Vatikanskih propusta, a Benedikt je bio zapažen javnim optužbama za njegovu ulogu u zataškavanju. 
Bergoglio je podnio ostavku nadbiskupa, ali Vatikan nije odgovorio. Dok se priprema za odlazak u Rim i osobno uručiti papu svoje ostavke, prima zahtjev da dođe u Vatikan. Bergoglio i papa Benedikt sastaju se u palači Castel Gandolfo, papinoj ljetnoj rezidenciji. Dvije osobe raspravljaju o ulogama Boga i crkve. Benedikt prepričava ono što ga je dovelo do svećeništva i govori o svojim osobnim interesima. Njih dvoje gledaju Benedictovu najdražu TV emisiju Kommissar Rex, što dodatno odgađa njihovu raspravu o Bergogliovoj ostavci. 
Bergoglio prepričava svoj rani život i put u crkvu. Prekinuo je bračni angažman i pridružio se isusovcima. Upoznao ga je otac Franz Jalics i otac Orlando Yorio, koji su postali njegovi duhovni prijatelji. Benedikt odbacuje Bergogliovu ostavku, rekavši da će svijet to shvatiti kao glas nepovjerenja u njegovo vodstvo i oslabiti Katoličku crkvu. Benedict i Bergoglio ostavili su svoje razlike i neformalno razgovarali i tako se malo po malo zbližavali. 
Sljedećeg dana njih dvoje su helikopterom vraćeni u Vatikan, nakon čega Benedikt opet izbjegava raspravljati o Bergogliovoj ostavci. Benedikt se susreće s Bergogliom u Sobi suza u Sikstinskoj kapeli, gdje priznaje svoju namjeru da podnese ostavku. Šokiran, Bergoglio se protivi tome i u argumentaciji navodi crkvenu tradiciju i integritet. Benedikt kaže da su njegova mišljenja o tradiciji sada različita i da je promjena bitna. Benedict kaže kako bi Bergoglio mogao biti njegov nasljednik, ali Bergoglio odbacuje tu ideju, citirajući percepciju da je surađivao s argentinskom vojnom diktaturom, a njegov neuspjeh u zaštiti prijatelja i suprotstavljanje hunti mogao je naštetiti njegovom ugledu. Nakon " Prljavog rata", Bergoglio je maknut s pozicije glave argentinskih isusovaca. Isusovci su ga protjerali te je kao obični župnik služio siromašnima sljedećih deset godina. 
S vremenom se otac Jalics pomirio s Bergogliom, ali Bergoglio nosi krivnju zbog toga što se nikad nije pomirio s ocem Yoriom. Sjećanja na njegovo djelovanje i pasivnost kada je bilo potrebno djelovati tijekom diktature stalno ga progone. Benedikt tješi Bergoglija i daje mu otkaz. Benedikt se ispovjeda, govoreći da više ne čuje Božje riječi te potvrđuje svoju želju silaska s pozicije pape. Bergoglio tješi Papu i nudi mu oprost. Njih dvoje izlaze iz sobe, iznenađujući turiste. Benedikt izlazi vani da pozdravi mase i slika se s njima. Bergoglio odlazi u Argentinu. 
Godinu dana kasnije, papa Benedikt XVI. Daje svoju ostavku. Kardinal Bergoglio izabran je kao sljedeći papa na papinskoj konklavi 2013. godine te postaje papa Franjo. Dvojica papâ zajedno gledaju finale Svjetskog prvenstva u nogometu 2014. godine između Njemačke i Argentine. 

## Glumci
- Jonathan Pryce kao kardinal Jorge Mario Bergoglio, budući papa Franjo 
  - Juan Minujín kao mladi Jorge Mario Bergoglio
- Anthony Hopkins kao papa Benedikt XVI
- Luis Gnecco kao kardinal Cláudio Hummes
- Sidney Cole kao kardinal Peter Turkson
- Lisandro Fiks kao otac Franz Jalics
- Maria Ucedo kao Esther Ballestrino
- Willie Jonah kao kardinal Arinze
- Thomas D. Williams u ulozi američkog novinara
- Achille Brugnini kao kardinal Martini
- Federico Torre kao Protodeacon Estévez
- Germán de Silva kao otac Yorio
- Josello Bella kao admiral Massera

## Produkcija
6. rujna 2017. Netflix je objavio da će producirati film u režiji Fernanda Meirellesa, a napisao Anthony McCarten. Jonathan Pryce i Anthony Hopkins igrali bi kardinala Bergoglija i pape Benedikta XVI. Snimanje je trebalo započeti tog studenog u Argentini. Film je započeo produkciju u Rimu u travnju 2018. 
Lokacije za snimanje uključuju izbjeglički kamp u Rimu, cjelovitu kopiju unutrašnjosti Sikstinske kapele stvorene u studijima Cinecittà u Rimu, područje izvan Castel Gandolfo (papina ljetna palača), različite lokacije u Rimu kao stand-up za scene u Vatikanu i u siromašnim područjima Buenos Airesa. Trg svetog Petra obnovljen je računalnim putem. Neke su scene snimljene u kraljevskoj palači Caserta i u vili Farnese u Capraroli, u blizini Rima. Slika plakata je lovački dom vile Farnese. 
Veliki dio izvještavanja o filmu u novinama usredotočen je na rekonstruiranu Sikstinsku kapelu, sagrađenu u studiju tijekom razdoblja od osam tjedana. Kako bi stvorili stvaran izgled umjetničkih djela, producenti su angažirali tvrtku koja je proizvela "tetovažu" zidova i stropa. "Tinta s tetovaže apsorbira se u gips, tako da (...) smo dobili svu teksturu i živost", rekao je dizajner produkcije Mark Tildesley. Interijer je u stvari jedan centimetar ili dva veći od stvarne unutrašnjosti kapele u Vatikanu. 

## Prikaz
Film je imao svoju svjetsku premijeru na filmskom festivalu u Tellurideu 31. kolovoza 2019. Prikazana je i na Međunarodnom filmskom festivalu u Torontu 2019. godine, 9. rujna. Netflix je filmu dao kazališno ograničeno izdanje u Sjedinjenim Državama s početkom 27. studenog 2019., a u Velikoj Britaniji 29. studenog 2019. godine. Zatim ga je počeo emitirati na svom servisu 20. prosinca 2019. 

## Reakcije

### Blagajna
Iako Netflix javno ne otkriva kazališnu blagajnu svojih filmova, IndieWire procijenjuje da su The Two Popes u prvom vikendu ostvarila oko 32.000 dolara iz četiri kina (i ukupno 48.000 dolara tijekom petodnevnog vikenda Dana zahvalnosti). Stranica je napisala da "drama počinje skromnije od ostalih nedavnih naslova Netflixa. Sudjelovanje u dva vrhunska kina Landmark u New Yorku i Los Angelesu bilo je skromno. Ni maloserijski auditorij nije rasprodan." Film je tada u drugom vikendu zaradio procijenjenih 50 000 američkih dolara iz 19 kazališta, te 200 tisuća od 150 u trećem. U četvrtom tjednu, kad je digitalno objavljen na Netflixu, film je u 44 kina uložio 90.000 dolara. 

### Reakcije kritike
Prema magazinu Variety, dvojica papa bili su "neočekivani hit" na svojoj premijeri na filmskom festivalu u Tellurideu, dobivši pohvale za svoj humor i nastupe dvojice glavnih glumaca. Na stranici Rotten Tomatoes, film ima ocjenu odobravanja od 89% na temelju 196 recenzija, s prosjekom 7,34 / 10. Konsenzus kritičara stranice glasi: "Vođeni izvanrednim predstavama iz dobro usklađenih vodiča, Dva pape crtaju apsorbirajuću dramu iz središnjeg trenutka moderne organizirane religije." Na Metacritic, film ima ponderiranu prosječnu ocjenu 75 od 100, temeljenu na 38 kritičara, što ukazuje na "općenito povoljne kritike". 

## Pohvale
| Dodijeliti                         | Datum ceremonije          | Kategorija                                       | Primatelji                                                                 | Rezultati  |
| ---------------------------------- | ------------------------- | ------------------------------------------------ | -------------------------------------------------------------------------- | ---------- |
| akademske nagrade                  | 9. veljače 2020. godine   | Najbolji glumac                                  | Jonathan Pryce                                                             | Nominacija |
| akademske nagrade                  | 9. veljače 2020. godine   | Najbolji sporedni glumac                         | Anthony Hopkins                                                            | Nominacija |
| akademske nagrade                  | 9. veljače 2020. godine   | Najbolji prilagođeni scenarij                    | Anthony McCarten                                                           | Nominacija |
| Nagrade Britanske akademije        | 2. veljače 2020. godine   | Izvanredan britanski film                        | Fernando Meirelles Dan Lin Jonathan Eirich Tracey Seaward Anthony McCarten | U procesu  |
| Nagrade Britanske akademije        | 2. veljače 2020. godine   | Najbolji glumac                                  | Jonathan Pryce                                                             | U procesu  |
| Nagrade Britanske akademije        | 2. veljače 2020. godine   | Najbolji sporedni glumac                         | Anthony Hopkins                                                            | U procesu  |
| Nagrade Britanske akademije        | 2. veljače 2020. godine   | Najbolji prilagođeni scenarij                    | Anthony McCarten                                                           | U procesu  |
| Nagrade Britanske akademije        | 2. veljače 2020. godine   | Najbolji kasting                                 | Nina Gold                                                                  | U procesu  |
| Filmske nagrade za izbor kritičara | 12. siječnja 2020. godine | Najbolji sporedni glumac                         | Anthony Hopkins                                                            | Nominacija |
| Filmske nagrade za izbor kritičara | 12. siječnja 2020. godine | Najbolji prilagođeni scenarij                    | Anthony McCarten                                                           | Nominacija |
| Nagrade Zlatni globus              | 5. siječnja 2020. godine  | Najbolja filmska slika - drama                   | Dva pape                                                                   | Nominacija |
| Nagrade Zlatni globus              | 5. siječnja 2020. godine  | Najbolji glumac - drama                          | Jonathan Pryce                                                             | Nominacija |
| Nagrade Zlatni globus              | 5. siječnja 2020. godine  | Najbolji sporedni glumac                         | Anthony Hopkins                                                            | Nominacija |
| Nagrade Zlatni globus              | 5. siječnja 2020. godine  | Najbolji scenarij                                | Anthony McCarten                                                           | Nominacija |
| Hollywood Film Awards              | 3. studenog 2019. godine  | Nagrada hollywoodskih scenarista                 | Anthony McCarten                                                           | Pobjeda    |
| Satelitske nagrade                 | 19. prosinca 2019. godine | Najbolja filmska slika - drama                   | Dva pape                                                                   | Nominacija |
| Satelitske nagrade                 | 19. prosinca 2019. godine | Najbolji sporedni glumac                         | Anthony Hopkins                                                            | Nominacija |
| Satelitske nagrade                 | 19. prosinca 2019. godine | Najbolji prilagođeni scenarij                    | Anthony McCarten                                                           | Nominacija |
| Satelitske nagrade                 | 19. prosinca 2019. godine | Najbolji kostimografski dizajn                   | Luka Canfora                                                               | Nominacija |
| Satelitske nagrade                 | 19. prosinca 2019. godine | Najbolji umjetnički dizajn i produkcijski dizajn | Mark Tildesley Saverio Sammali                                             | Nominacija |

## Poklapanje sa stvarnim događajima
Iako se veći dio sadržaja temelji na povijesnim događajima, uključujući govore i filozofske rasprave koji su objavljeni, drugi su aspekti izmišljeni: "Ono što uvijek radite je nagađanje", rekao je McCarten u intervjuu TheWrap-u. "Nadam se da se nagađanja temelje na činjenicama i istini, i nadam se da su nadahnuti", dodao je. 
U svojoj recenziji filma, časopis Time je naglasio da odnos između dvaju papâ nije bio gladak kao u filmskoj verziji. U travnju 2019. godine papa Benedikt objavio je pismo od 6.000 riječi u kojem kao krivce skandala silovanja navodi čimbenike koji uključuju "opasno liberalne teološke ideje" unutar Crkve. Iako pismo nije kritiziralo papu Franju, njegov je sadržaj The New York Times opisao kao "najznačajnije podcjenjivanje autoriteta pape Franje dosad". Guardian je također raspravljao o pismu koje je napisao Benedikt, pozdravljajući kardinala Joachima Meisnera koji je bio otvoreni kritičar pape Franje i dodao da je knjiga 2020. koju je djelomično napisao Benedikt intervenirala da zaustavi papu Franju da smanji strogost celibata. 
U filmu ostaje scena koja je izazvala raspravu među katoličkim krugovima, koja uključuje zamišljenu ispovijest pape Benedikta Bergogliju (Franji), u kojoj se spominje Marcial Maciela prije nego što zvuk nestane i vidimo, ali ne čujemo njegovu ispovjest. J. Peter Nixon, u publikaciji Američki katolik piše, "implikacija filma je da je Benedikt taj koji je dozvolio da otac Marcial Maciel Degollado ostane vođa Kristovih legionara, unatoč dokazima da je seksualni predator. Međutim, tijekom papinstva pape Ivana Pavla II., napori na temu Maciela bili su više puta uzaludni. Na kraju ga je uklonio Benedikt." Međutim, publikacije, uključujući Nacionalni katolički izvjestitelj i časopis Slate, ne slažu se s tvrdnjom: "Godinama je Joseph Ratzinger također odbijao djelovati protiv Maciela. Kao župan odgovoran za provođenje crkvene doktrine, odlučio se nositi s seksualnim zlostavljanjem crkve u tajnosti, a ne transparentno. Gotovo četvrt stoljeća Ratzinger se nije uspio pozvati na odvajanje Marcia Maciela s položaja privilegije u kojeg je toliko dugo koristio. Konačno je to učinio 2006. godine, kada je kao papa pronašao hrabrost ukloniti Maciela iz svećeništva i poslao ga u Meksiko kako bi se navodno usredotočio na "diskretan život pokore i molitve". Maciel nikad nije priznao nikakvo zlo, a još manje pokazao kajanje. Umro je 2008. godine, a da nikada nije zatražio oprost. " 

## Vanjske poveznice
- Dvojica pape na Netflixu
- Dvojica pape u bazi podataka AllMovie (engl.)